# Xã Girard, Quận Clearfield, Pennsylvania
Xã Girard (tiếng Anh: Girard Township) là một xã thuộc quận Clearfield, tiểu bang Pennsylvania, Hoa Kỳ. Năm 2010, dân số của xã này là 534 người.